# Hesborn
Hesborn ist ein Ortsteil der Stadt Hallenberg im Hochsauerlandkreis, Nordrhein-Westfalen.

## Geographische Lage
Hesborn liegt im Südteil des Hochsauerlandkreises knapp 4,5 km nördlich der Hallenberger Kernstadt. Es befindet sich an Ausläufern des Rothaargebirges unterhalb der Südostflanke des 757,7 m ü. NN hohen Bollerbergs, auf dem der Aussichtsturm Bollerbergturm steht. Durch das Dorf verläuft der Nuhne-Zufluss Olfe (Ölfe) und zudem die Landesstraße 617, die Liesen im Südsüdwesten durch Hesborn mit Medelon im Nordosten verbindet.

## Geschichte
Der Ort Hesborn, andere belegte Schreibweise Hersporen, ist eine Gründung aus dem 11. Jahrhundert. Das nimmt man an, weil der Kirchturm 1126 im Jahr seiner Erbauung erstmals erwähnt wurde.
Auf dem etwa 1 km nördlich des Ortszentrums gelegenen Stolzenberg (623 m) finden sich noch heute Reste der Wallanlagen einer 1694 urkundlich als zerstört bezeichneten mittelalterlichen Burg, in deren Schutz die Siedlungen Wolmerkusen (heute wüst) und Hesborn entstanden. Vom 14. Jahrhundert bis um 1420 war die Stolzenburg Eigentum der dann ins Waldecksche abgewanderten und 1635 im Mannesstamm ausgestorbenen Herren von Wolmeringhausen, die zu den kurkölnischen Burgmannen Hallenbergs gehörten.
Dem Grafen von Waldeck stand 1269 der Zehnte zu.
Das Langhaus der katholischen Pfarrkirche St. Goar wurde 1914 erbaut.

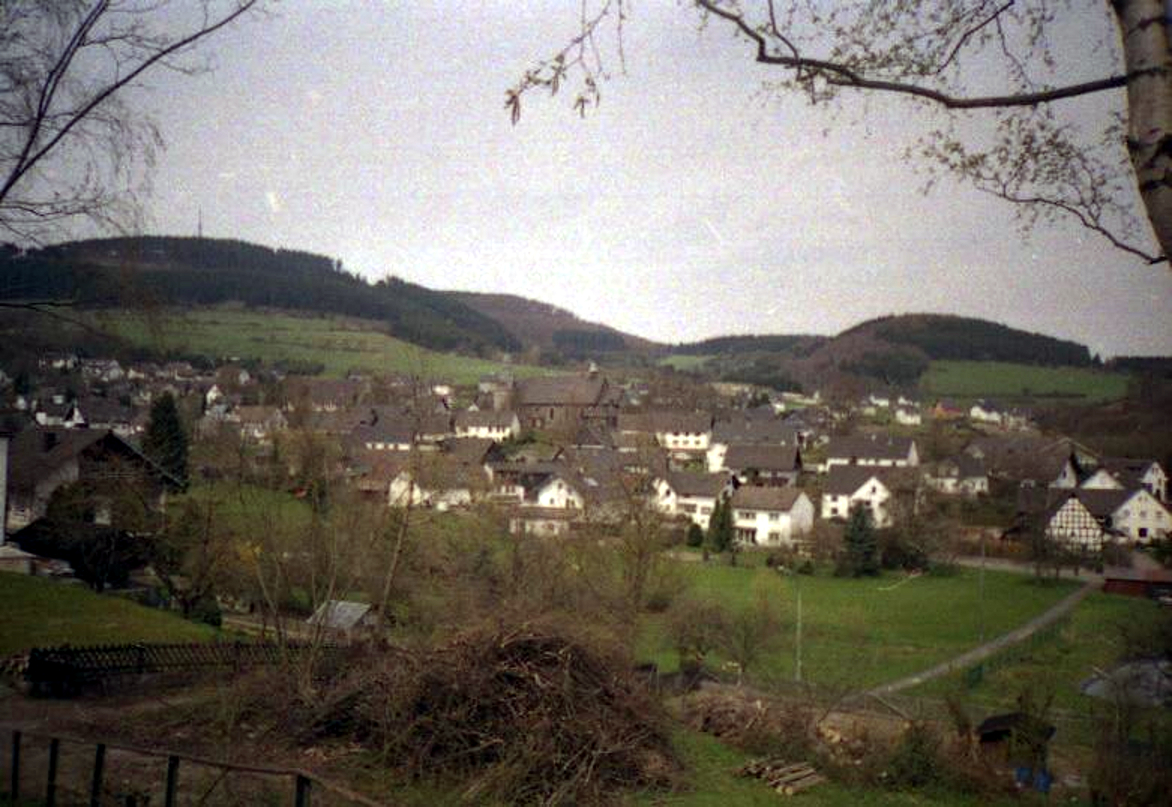
Ortsansicht von Süden mit Pfarrkirche und dem Bollerberg links im Hintergrund

Am 29. März 1945 um die Mittagszeit durchfuhren aus dem Hessischen vorstoßende US-Truppen gegen 9 Uhr Hesborn kampflos, da im Ort weder Wehrmacht noch Volkssturm vorhanden waren. Aus einigen Häusern wurden weiße Tücher gehängt. Am 29. und 30. März zogen größere amerikanische Verbände durchs Dorf. Am 31. kam es bei Gegenangriffen der Wehrmacht zu kurzen Kämpfen nördlich von Liesen. Wegen Artilleriefeuer flohen zeitweise Anwohner mit Vieh und Habe in den Wald am Bollerberg. Gefallene deutsche Soldaten wurden später auf dem Dorffriedhof beigesetzt. Bis zum 14. April war Hesborn von größeren Truppenverbänden belegt. Die US-Truppen durchsuchten Hesborn nach Soldaten, registrierten die männliche Bevölkerung und beschlagnahmten Waffen, Fotoapparate und Ferngläser. Im Osten und Südosten wurden Geschützbatterien auf den Höhen in Stellung gebracht, die bis zum Abzug, am 14. April, Ziele in Züschen, Winterberg und bei Glindfeld beschossen. Es kam zur Plünderung von Schule, stehengebliebenen Wehrmachtfahrzeugen und Depots. Dafür wurden „asoziale deutsche Elemente“ und Fremdarbeiter verantwortlich gemacht. Zeitweise gab es in den nächsten Wochen Probleme mit plündernden ehemaligen Kriegsgefangenen und Zwangsarbeitern, bis diese abtransportiert wurden. Unter anderem wurde in der Nacht am 6. Juli das Haus Nr. 19 (Kleinsorge) überfallen. Im Zweiten Weltkrieg fielen 81 Hesborner als Soldaten, davon die meisten an der Ostfront, oder starben in Gefangenschaft.
Hesborn gehörte bis 1974 zum Kreis Brilon. Am 1. Januar 1975 wurde Hesborn in die Stadt Hallenberg eingegliedert. Seitdem gehört der Ort zum Hochsauerlandkreis. Die katholische Pfarrkirche St. Goar hat einen alten Turm. Die Barock-Altäre wurden aus dem ehemaligen Augustinerinnenkloster Glindfeld übernommen. 1989 wurde die Kirche völlig restauriert.

## Sonstiges

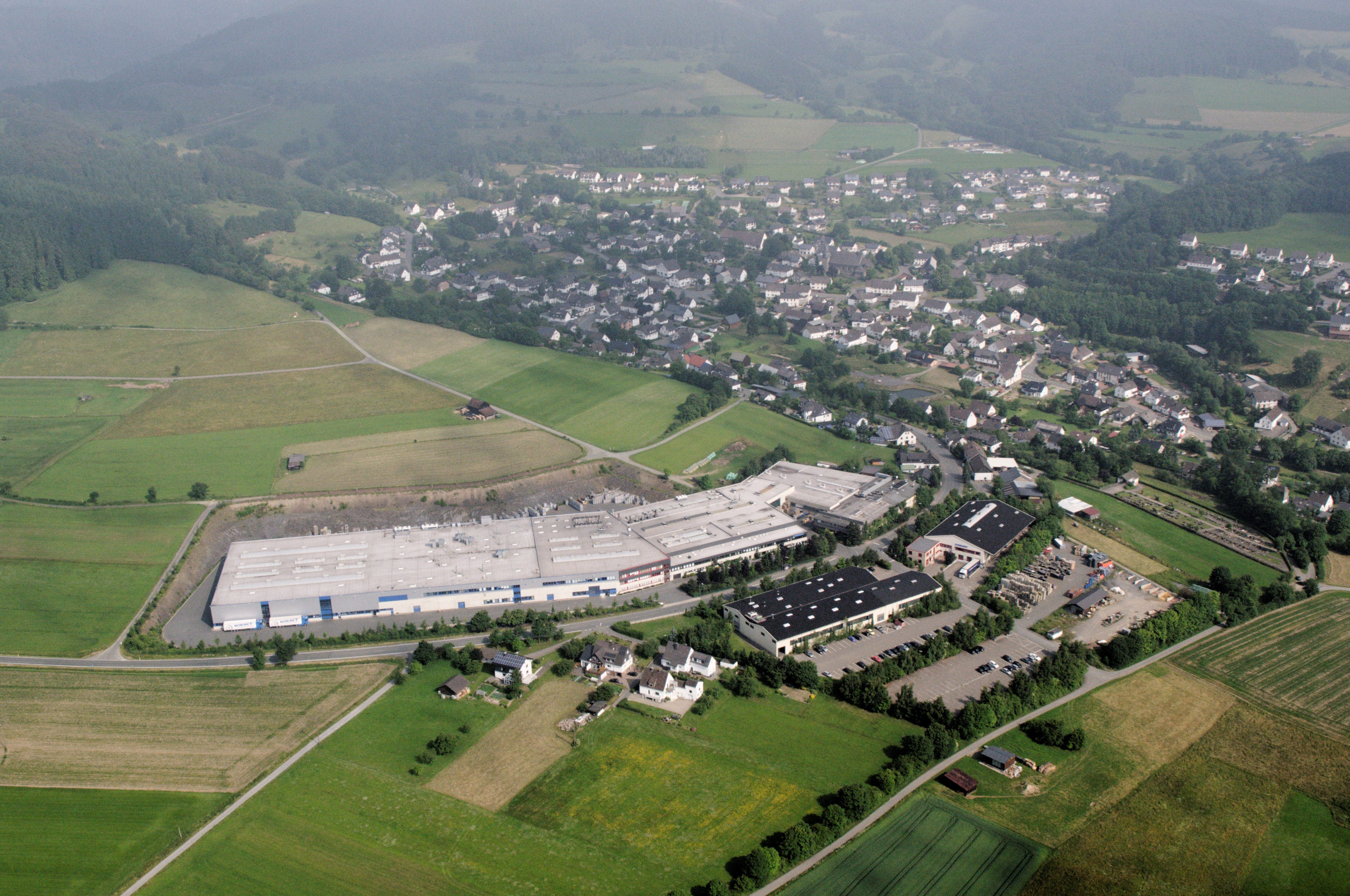
Stammsitz von Borbet am südlichen Rand von Hesborn

- Im Ort gibt es ein Gemeindehaus mit einem Jugendraum in der seit den 1980er Jahren geschlossenen Schule und einen katholischen Kindergarten.
- Hesborn ist Stammsitz der Firma Borbet GmbH.
- Hesborn besitzt außerdem einen Waldjugendzeltplatz, welcher sich im Norden des Ortes hinter dem Sportplatz befindet.